# دره جوال
دره جوال (به لاتین: Darreh-ye Joval) یک منطقهٔ مسکونی در افغانستان است که در ولایت بادغیس واقع شده‌است.